# 조종 신씨
조종 신씨(朝宗申氏)는 경기도 가평군 조종면을 본관으로 하는 한국의 성씨이다. 시조는 신호이다.

## 참고 자료
- 주혁. “조종신씨”. 디지털가평문화대전.